# Thomas Azier

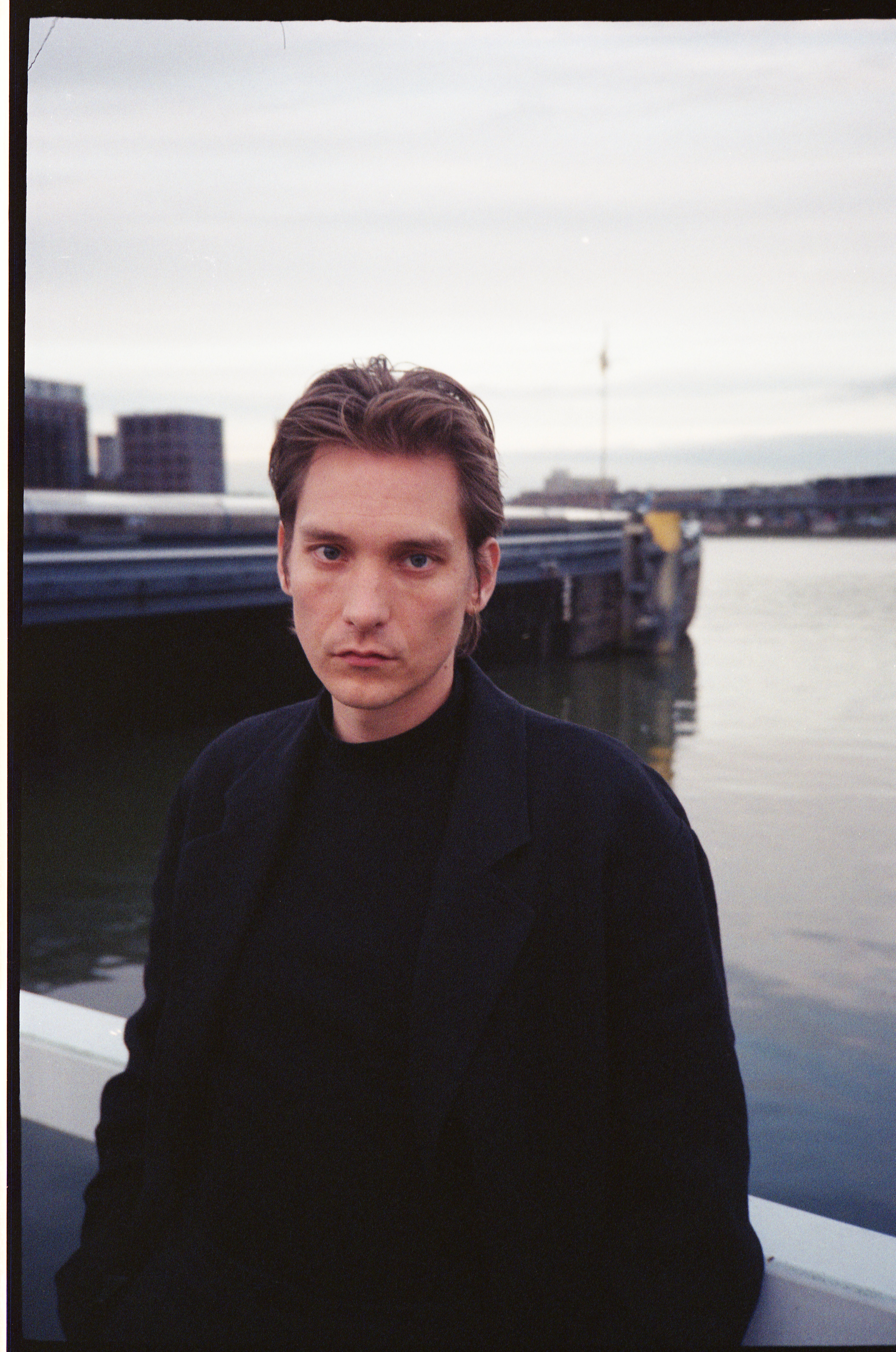
Thomas Azier (2019)

Thomas Azier (geboren am 14. August 1987 in Leiderdorp, Niederlande) ist ein niederländischer Sänger, Songwriter und Musikproduzent. Er arbeitete mit Stromae und Casper zusammen.

## Leben
Azier studierte 2005 an der Academie voor Popcultuur in Leeuwarden und zog im Alter von 19 Jahren nach Berlin. Sein titel Red Eyes wurde 2012 für einen Parfum-Werbespot genutzt und schaffte den Einstieg in die französischen Charts.
In Berlin entstand sein erstes Album Hylas (2014) mit Anklängen an die harte Großstadtwirklichkeit. Nach fast zehn Jahren in Berlin zog er nach Montmartre. Dort schuf er ein Album mit weicheren, instrumentaleren Klängen (Rouge, 2017). Das nächste Album Stray, erschien 2018. Wie zuvor arbeitete Azier hierbei mit seinem Bruder zusammen.
2020 veröffentlichte Azier die Singles Love, Disorderly, Entertainment und Hold On Tight. sowie das Album Love, Disorderly. 2021 folgte dann die Veröffentlichung von A Collection Of Broken Ideas und der Single Buryatia. Im Verlauf des nächsten Jahres erschienen dann die Singles Skin & Blister, Sick Loop Lover, Pelechian und Faces. Parallel zur Veröffentlichung der Single What Does It Mean To Be Free kündigte der Künstler 2023 sein nächstes Album mit dem Titel The Inventory Of Our Desire an. 2024 produzierte er zusammen mit dem Künstler Faber den Song „du kriegst mich nicht zurück“.

## Diskografie

### Alben
- 2014: Hylas
- 2017: Rouge
- 2018: Stray
- 2020: Love, Disorderly
- 2022: The Inventory Of Our Desire

### EPs
- 2006: Black & Grey
- 2012: Hylas 001
- 2012: Hylas 002
- 2017: Live At Studio Davout, Paris
- 2018: Stray
- 2019: Raven On The First Floor
- 2020: Too Much Entertainment (Remixes)
- 2021: A Collection Of Broken Ideas

### Singles
- 2012: Red Eyes
- 2013: Ghostcity
- 2016: Talk To Me
- 2017: Gold
- 2018: Vertigo
- 2020: Hold On Tight
- 2021: Buryatia
- 2022: Skin & Blister
- 2022: Sick Loop Lover
- 2022: Pelechian
- 2022: Faces
- 2023: What Does It Mean To Be Free